# Триумфална арка (Пхенян)
Вижте пояснителната страница за други значения на Триумфална арка.
Триумфалната арка (на корейски: 개선문) е паметник, построен в Пхенян в чест на корейската съпротива 1925–1945 г. срещу японските окупатори.

## Обща информация
Арката е построена през 1982 г. в подножието на хълма Моранбон в центъра на севернокорейската столица. Паметникът е построен в чест на ролята на Ким Ир Сен спрямо японската окупация. Официалното откриване на Триумфалната арка се провежда по случай седемдесетата годишнина на Ким Ир Сен. Всяка част от тази арка е изцяло от бели гранитни блокове, около 25 500, което представлява броя на дните от живота на Ким.
Построена е по подобие на Триумфалната арка в Париж. Това е най-високата триумфална арка в света, чиято височина е 60 метра, а ширината – 50. Арката има балюстради, наблюдателни площадки и асансьори. Също така разполага с четири сводести порти, всяка от които е с височина 27 m, украсени с азалии, които са подправени по обиколката ѝ. На арката има текст на „Песента на генерал Ким Ир Сен“ – революционен химн, който гласи, че Ким Ир Сен през 1925 г. започва борба за национална независимост на Корея от японската окупация, а през 1945 г., Корея е освободена.